# 날개셋 한글 입력기
날개셋 한글 입력기는 김용묵이 개발한 한글 입출력을 구현하기 위한 프레임워크와 이를 사용하여 만들어진 IME/TSF 환경을 포함하는 윈도우용 한글 입력 시스템이다.

## 특징
2000년(17회) 한국 정보 올림피아드 공모 부문에 출품하여 대상을 받은 것이 시작이다. 날개셋 한글 입력기는 글쇠 인식 방식에서부터 한글 조합 로직에 이르기까지 내부의 모든 동작 방식을 유연하게 사용자 정의할 수 있다. 그래서 안마태 소리글판과 같이 구현에 특수한 메커니즘이 필요한 방식을 비롯해 현존하는 대부분의 한글 입력 방식을 설정 변경을 통해 구현할 수 있다. 그 외에 이 프로그램의 특징은 다음과 같다.
- 자체적인 한글 입력기 프로토콜을 따로 가지고 있으며, 이를 완전히 지원하는 응용 프로그램인 날개셋 편집기를 함께 제공한다.
- C 언어 형태의 수식을 사용한 오토마타 등을 지원하여 한글 입력 방식에 대한 세밀한 설정이 가능하다.
- 95/NT4 이후 거의 모든 윈도우 버전을 언어에 관계 없이 지원한다.
- IME와 TSF를 모두 지원하며, TSF 환경에서는 일부 부가 기능을 더 사용할 수 있다.

## 장점
- 유니코드로 표현하는 옛 한글을 처리할 수 있다. 유니코드 5.2에 추가된 옛 한글과 한양 PUA 한글 코드도 지원한다.
- 유니코드 3.2에 있는 모든 한자를 지원하며, MS IME 최신 버전이 지원하는 27786개 한자는 약자나 간체자 모두 한국어 한자 음으로 입력할 수 있다.
- 세벌식에서 모아치기와 동시 입력(초성, 중성, 종성을 한꺼번에 입력하는 방법) 기능을 쓸 수 있다.
- 거의 모든 유니코드 범위에서 문자를 지원한다.
- 다양한 글자판을 지원하며, 직접 제작도 가능하다.

## 단점
- 복잡하게 보여 날개셋을 처음 사용하는 이용자는 설정을 제대로 하지 못하여 원하는 작동이 되지 않는 경우가 있다.
- Windows 95환경에서는 뭐가 문제인지 mmtask와 mprexe에 오류가 발생하여 부팅불능에 빠지기도 한다.

## 글자판
다음은 날개셋 한글 입력기에 포함된 글자판이다.

### 한글 자판

#### 두벌식
- 가나다순 두벌식
- 강화 두벌식
- 대한민국 표준 두벌식
- 두벌식 옛 한글
- 북한 표준 두벌식

#### 세벌식
- 3-89
- 3-90
- 3-91 최종 (맥OS, 한글97 버전 포함)
- 3-93 옛 한글
- 3-2012
- 강화 세벌식
- 순아래
- 신세벌식
- 영상 세벌식
- 오른손 세벌식
- 왼손 세벌식
- 한소프트 세벌식

#### 기타
- 네벌식
- 복벌식 자판
- 삼성 휴대폰 천지인 입력기
- 팬택 휴대폰 SKY-II 입력기
- LG 휴대폰 나랏글 입력기

### 로마자 자판
- 드보락
- 콜맥
- 쿼티

### 한글 로마자 자판
한글 로마자 자판은 쿼티, 드보락 등 로마자 자판을 사용하여 한글을 입력하는 방법이다. 한글 자판을 외우지 않아도 되는 장점이 있으나, 한글 자판보다 입력 속도가 현저히 떨어진다.
- 로마자 표기법 표준
- 북한 표준
- 코리안 라이터 방식
- 한/글 옛 버전
- 현필 방식

### 일본어 자판
- 가타카나 쿼티
- 가타카나 한글
- 히라가나 쿼티
- 히라가나 한글

## 같이 보기
- 새나루 한글 입력기